# Vitalij Parachnevyč
Vitalij Parachnevyč (* 4. květen 1969) je bývalý tádžický fotbalista.

## Reprezentační kariéra
Vitalij Parachnevyč odehrál za tádžický národní tým v roce 1997 celkem 1 reprezentační utkání.

## Statistiky
| Tádžikistán | Tádžikistán | Tádžikistán |
| Roky        | Zápasů      | Gólů        |
| ----------- | ----------- | ----------- |
| 1997        | 1           | 0           |
| Celkem      | 1           | 0           |